# Ernst Dryander

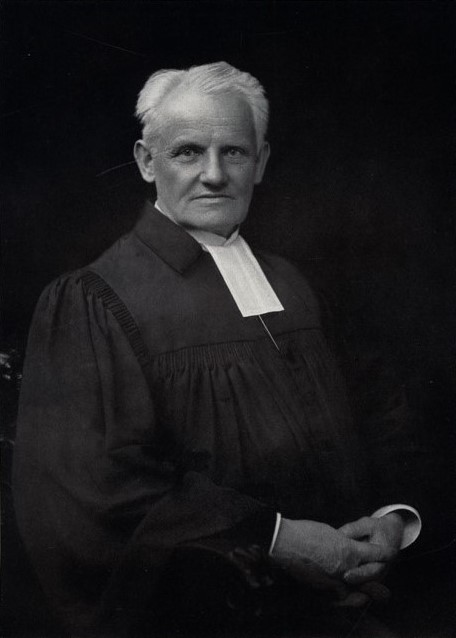
Ernst Dryander. Fotografie von Wilhelm Fechner

Ernst Dryander, seit 1918 von Dryander (* 18. April 1843 in Halle/S.; † 4. September 1922 in Berlin) war ein deutscher Theologe und Politiker.

## Familie
Dryander entstammte einer bildungsbürgerlichen Familie in Halle, Sohn des Theologen Hermann Ludwig Dryander und der Marie Franziska Delbrück. Seine Mutter entstammte der Familie Delbrück, die über den Prinzenerzieher Friedrich Delbrück Kontakt zur königlichen Familie hatte.
Dryander heiratete am 21. Januar 1876 Magdalene Paula Hedwig Emilie Roedenbeck, Tochter des Staatsanwalts und späteren Konsistorialpräsidenten Paul Rudolf Siegfried Roedenbeck und der Hedwig Pauline Robertine Freiin von Eberstein. Aus der Ehe gingen neben dem späteren Reichstagsabgeordneten und Staatsbeamten Gottfried von Dryander vier weitere Kinder hervor.

## Leben und Beruf
Ernst Dryander studierte in Halle und Tübingen Theologie u. a. bei August Tholuck, Johann Tobias Beck und
Willibald Beyschlag. Durch Tholucks Vermittlung kam er 1865 als Hauslehrer einer Kaufmannsfamilie nach Hamburg, bevor er auf Reisen in die Niederlande, in die Schweiz, nach Frankreich und Italien sowie mit zweijährigem Besuch des Domkandidatenstifts in Berlin seine Ausbildung abschloss. 1870 wurde er Hilfsprediger am Berliner Dom und Adjunkt, bevor er 1872 für zwei Jahre als Diakon in Torgau, und von 1874 als Pfarrer in Bonn wirkte. In Bonn lernte Dryander den Prinzen und späteren Kaiser Wilhelm kennen.
1882 kehrte Dryander nach Berlin zurück als Pfarrer an der Dreifaltigkeitskirche in Berlin und zugleich Superintendent der Synode Friedrichswerder. In der Hierarchie der Evangelischen Landeskirche der älteren Provinzen Preußens stieg er weiter auf und wurde 1887 Mitglied der Provinzialsynode und des Konsistoriums Brandenburg und seit Ende 1890 zunächst vertretungsweise (1897 endgültig) Schlossprediger, 1892 Generalsuperintendent der Kurmark, und 1897 Ephorus des Domkandidatenstifts und 1898 Oberhofprediger. Dryander begleitete Wilhelm II. mehrfach auf Reisen, so auch 1898 während der Orientreise des Kaisers zur Einweihung der Erlöserkirche in Jerusalem und 1902 zur Einweihung der restaurierten Kirche der Marienburg.
Nunmehr enger Vertrauter des Kaiserpaars, erteilte Dryander dessen beiden ältesten Söhnen, Kronprinz Wilhelm und Eitel Friedrich den Konfirmandenunterricht und konfirmierte sie 1898 in der Friedenskirche in Potsdam. Zugunsten seiner Stellung als Oberhofprediger gab Dryander die Generalsuperintendentur ab und wurde stattdessen 1903 zum Mitglied des Evangelischen Oberkirchenrats und 1906 zu dessen geistlichem Vizepräsidenten ernannt. Trotz seiner Nähe zum Hof bemühte sich Dryander um Unabhängigkeit der altpreußischen Landeskirche von der Staatsaufsicht. In den letzten Jahren vor dem Krieg führten ihn mehrere Reisen in die Diaspora, sowie während des Krieges zu Soldaten in Russland, Belgien und Nordfrankreich und internierten Gefangenen in Holland.
Mit der Kaiserin Auguste Victoria erlebte Dryander den Zusammenbruch der Monarchie und hielt am 14. November 1918 den Abschiedsgottesdienst vor der Hausgemeinde im Neuen Palais zu Potsdam. Im Mai 1920 fuhr er nach Haus Doorn zur Weihe des fertiggestellten Gebäudes und besuchte auch später die kaiserliche Familie. Dryander hielt die Trauerfeiern nach dem Tode Auguste Victorias in Doorn und die Bestattungsfeier in der kleinen Tempelrotunde im Park von Sanssouci.

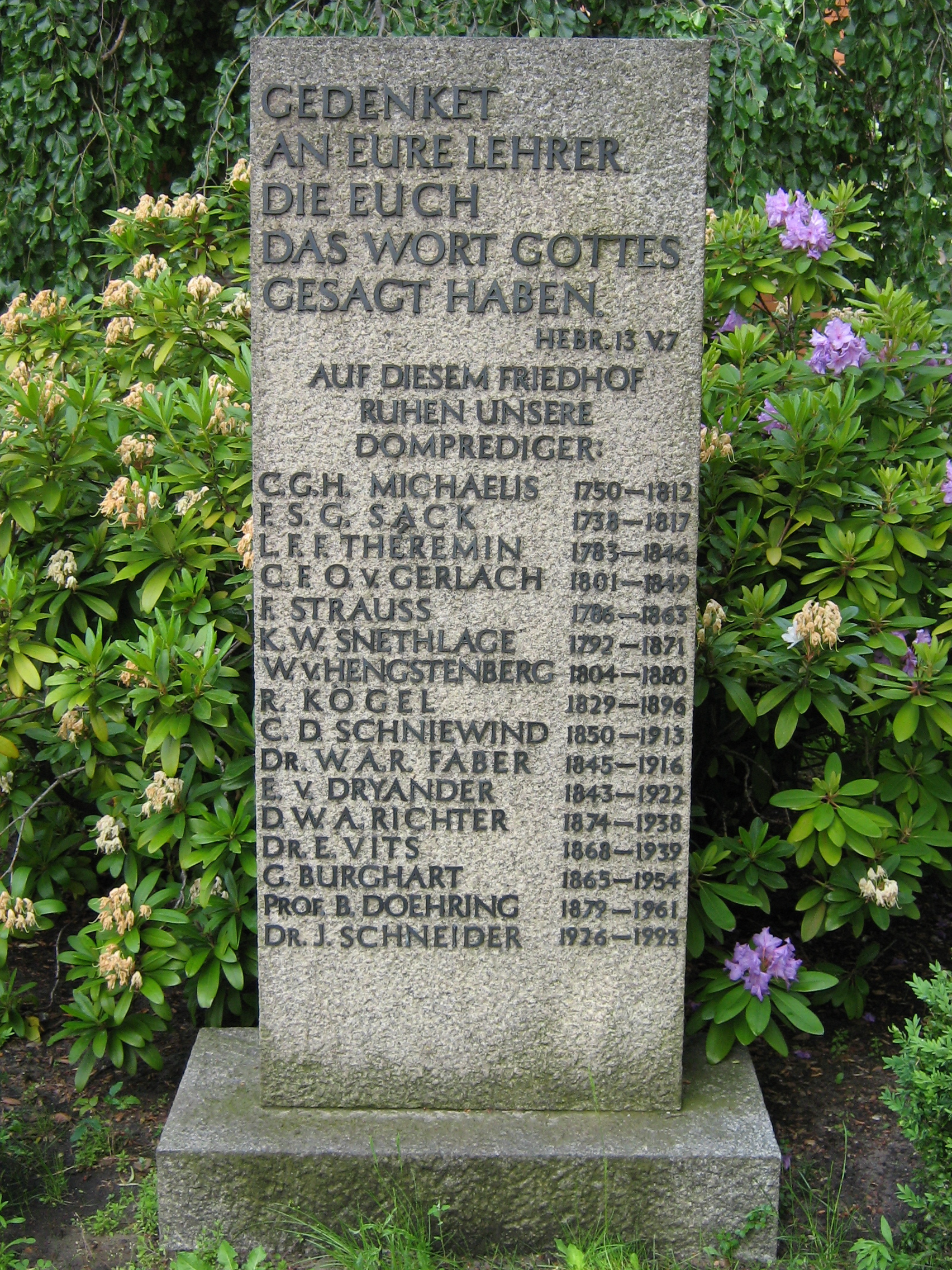
Gedenkstein auf dem Berliner Domfriedhof II

## Ehrungen und Öffentliche Ämter
Dryander wurde 1901 von Wilhelm II. aus besonderem Vertrauen in das preußische Herrenhaus berufen, dem er bis zu seiner Auflösung 1918 angehörte. Anlässlich des 30-jährigen Regierungsjubiläums des Kaisers erhielt Dryander am 15. Juni 1918 den Orden vom Schwarzen Adler, mit dem gleichzeitig die Erhebung in den erblichen preußischen Adelsstand verbunden war.

## Werke
- Das Evangelium Marci, in Predigten u. Homilien, 1890 ff.
- Der 1. Brief des Johannes, in Predigten, 1896;
- Das Leben des Apostels Paulus, in Predigten, 1905;
- Evangelische Reden in schwerer Zeit, 1914 bis 1918;
- Deutsche. Predigten aus den Jahren vaterländischer Not (1918–1922), 1923;
- Unser Weg zu Gott (aus dem Nachlass zusammengestellt v. Martin Thorn), 1924;
- Gott u. Mensch. Predigten u. Reden (zusammengestellt v. Carl Grüneisen), 1926;
- Erinnerungen aus meinem Leben, 1922.